# Siphlophis worontzowi
Siphlophis worontzowi là một loài rắn trong họ Rắn nước. Loài này được Prado mô tả khoa học đầu tiên năm 1940.